# Samuel (série d'animation)
Pour les articles homonymes, voir Samuel (homonymie).
Samuel est une série d'animation française de 21 épisodes de 2 à 6 minutes, réalisée, écrite et doublée par Émilie Tronche.
En France, la série est diffusée à partir du 8 mars 2024 sur Arte Courts Toujours. En Espagne, la série est diffusée sur RTVE et TV3 CAT. Des épisodes parallèles plus courts sont diffusés sur TikTok.
Le 21 mai 2025, un roman graphique adapté de la série et intitulé Le journal de Samuel sort aux éditions Arte et Casterman.

## Synopsis
On suit la vie de Samuel, un jeune garçon de dix ans, qui raconte dans son journal ses peurs, ses objectifs, ses sentiments. On y apprend qu'il est amoureux de la grande Julie, qu'il est le meilleur ami de Corentin, un garçon avec une grand-mère bizarre et qui met du gel dans ses cheveux, ou encore qu'il n'aime pas trop Bérénice, une petite fille colérique, qui adore les feuilles Diddl et qui est amoureuse de Samuel.

## Production

### Développement
En 2020, après une production assez intense dans le studio d’animation où elle travaille, Émilie Tronche réalise seule en 5 jours un court-métrage mettant en scène Samuel, qu'elle publie sur Facebook et Instagram, et qui deviendra l'épisode pilote de la série. Cette contrainte de temps a influencé l'esthétique de la série (dessin rapide et sans reprise, « quelque chose de plus vrai possible, de plus juste possible »). Émilie Tronche publie le premier épisode sur les réseaux sociaux, avant d'en poster trois autres sur Instagram et Facebook à la suite des bons retours du public.
C'est après avoir découvert le premier court-métrage sur les réseaux sociaux que le producteur Damien Megherbi de la société Les Valseurs, propose à Émilie Tronche de développer les aventures du personnage de Samuel pour une série digitale[pas clair], avec une seconde série développée spécifiquement pour TikTok. Une fois la production lancée, la fabrication de la série se professionnalise avec une équipe de 5 animateurs, même si l'esthétique de départ demeure.
La musique est très présente dans la série (The Winner Takes it All d'ABBA apparaît notamment durant le premier épisode car Émilie Tronche écoutait la musique à ce moment-là) et accompagne souvent des scènes de danse. En effet, la réalisatrice a pratiqué la danse et aime « [se] servir du mouvement pour dessiner » en s'appuyant notamment sur des vidéos de référence où elle se filme elle-même répétant les mouvements de ses personnages.
La série d'animation est réalisée avec 12 images par seconde.

### Diffusion
La série est diffusée en français et en allemand sur les réseaux d'Arte. En Espagne, la série est diffusée dans une version adaptée en espagnol et catalan, dont certaines séquences sont redessinées pour mieux intégrer des références hispaniques,.
La série est ensuite diffusée par Arte à partir du 21 mai 2025 sous le titre Samuel, l'intégrale, dans une version remontée de 93 minutes incluant tous les épisodes et des bonus.

### Deuxième saison
Le 5 septembre 2024, dans un entretien pour le Centre Pompidou, Émilie Tronche confirme qu'elle est en train d'écrire la saison 2 de la série, dans laquelle « Samuel va grandir » et entrer en cinquième.

## Adaptation
Le 21 mai 2025, Arte Éditions et Casterman publient un roman graphique tiré de la série, écrit et dessiné par Émilie Tronche et également intitulé Le journal de Samuel. Fin mai, l'ouvrage se classe à la quatrième place des meilleures ventes de livres en France.
Émilie Tronche travaille également sur un roman graphique centré sur le personnage de Bérénice et situé chronologiquement après les évènements de la saison 1 de la série.

### Fiche technique
- Titre original : Samuel
- Réalisatrice, scénariste et interprète : Émilie Tronche
- Production : Damien Megherbi, Justin Pechberty, Pablo Jordi
- Société de production : Les Valseurs, Arte France, Pictanovo, Solent Production, Pikkukala, RTVE, 3Cat
- Diffuseurs : Arte, RTVE, TV3 CAT
- Assistante réalisatrice : Florine Paulius
- Animateurs France : Antoine Causaert, Mina Convers, Quentin Marchand, David Mendes, Lise Rémon, Florine Paulius
- Monteur : Jérôme Bréau
- Soutiens : Centre national du cinéma et de l'image animée, Arte, Région Nouvelle-Aquitaine, Magelis, Pictanovo, région Réunion, Ville de Paris, PROCIREP-ANGOA, Cinémage 17, Bourse Lagardère
- Date de première diffusion : 11 mars 2024

## Épisodes
| Numéro de l'épisode | Titre                  | Durée  | Résumé |
| ------------------- | ---------------------- | ------ | ------ |
| 1                   | La Grande Julie        | 2'58   | [ 20 ] |
| 2                   | Le dimanche            | 2'37   | [ 21 ] |
| 3                   | La piscine             | 4'06   | [ 22 ] |
| 4                   | Le bœuf aux carottes   | 4'27   | [ 23 ] |
| 5                   | La chorale             | 4'28'' | [ 24 ] |
| 6                   | Les feuilles           | 4'38'' | [ 25 ] |
| 7                   | Le château             | 4'46'' | [ 26 ] |
| 8                   | La descente de la mort | 4'23'' | [ 27 ] |
| 9                   | La pluie               | 4'27'' | [ 28 ] |
| 10                  | Le spectacle           | 4'08'' | [ 29 ] |
| 11                  | Les vacances           | 4'26'' | [ 30 ] |
| 12                  | Le zizou               | 4'47'' | [ 31 ] |
| 13                  | Les vagues             | 4'18'' | [ 32 ] |
| 14                  | La rentrée             | 4'27'' | [ 33 ] |
| 15                  | La colère              | 4'24'' | [ 34 ] |
| 16                  | Le goûter              | 4'20'' | [ 35 ] |
| 17                  | La grève               | 4'38'' | [ 36 ] |
| 18                  | La fièvre              | 5'15'' | [ 37 ] |
| 19                  | Le clair de lune       | 4'26'' | [ 38 ] |
| 20                  | L'appartement          | 5'03'' | [ 39 ] |
| 21                  | La fin                 | 5'50'' | [ 40 ] |

## Festivals
- 2021 : Cartoon Forum de Toulouse[41],[42]
- 2023 : Festival international d'animation d'Annecy[4]
- 2023 : Carrefour du cinéma d'animation[43]